# والری بولوتوف
والری بولوتوف (روسی: Вале́рий Дми́триевич Бо́лотов؛ IPA: [vɐˈlʲerʲɪj ˈdmʲitrʲɪjɪvʲɪdʑ ˈbolətəf]; ۱۳ فوریهٔ ۱۹۷۰ – ۲۷ ژانویهٔ ۲۰۱۷) سیاست‌مدار و نظامی اهل جمهوری خلق لوهانسک بود.